# 普路托斯
普路托斯（希臘語：Πλοῦτος）。古希腊神话男性神祇之一。普路托斯是古希腊和古罗马宗教中的财富之神。其名常与罗马神话的冥王普路托相互混淆。曾出现于古典作家之著述中。其形象亦反映于相关绘画等艺术作品中，具有重要影响与积极意义。